# Birte Siech
Birte Siech (ur. 19 marca 1967 w Berlinie) – niemiecka wioślarka, dwukrotna medalistka olimpijska.
Urodziła się w NRD i do zjednoczenia Niemiec startowała w barwach tego kraju. Oba medale zdobyła jako członkini czwórki. W Seulu sięgnęła po złoto w czwórkach ze sternikiem, cztery lata później – już jako reprezentantka zjednoczonych Niemiec – po brązowy medal w czwórkach bez sternika. Dwukrotnie była medalistką mistrzostw świata: srebrną w 1987 (czwórka ze sernikiem) i brązową w 1990 (dwójka bez sternika)).
Jej mąż Dirk był kajakarzem odnoszącym sukcesy turniejach kajakarskich w Niemczech. Jej syn Yann Böhme jest siatkarzem.